# Mordkommissionen i arbete
Mordkommissionen i arbete (engelska: Vice Squad) är en amerikansk långfilm från 1953 i regi av Arnold Laven, med Edward G. Robinson, Paulette Goddard, K.T. Stevens och Porter Hall i rollerna.

## Handling
Poliskapten Barnaby (Edward G. Robinson) håller Jack Hartrampf (Porter Hall) som vittne till mordet av en poliskonstapel. Hartrampf är rädd för att berätta vad som har hänt då han inte vill avslöja att han besökt en ung prostituerad när bevittnade mordet. Med hjälp av Mona (Paulette Goddard) som leder prostitutionsringen lyckas Barnaby följa spåret till två bankrånare.

## Rollista
| Edward G. Robinson | – Capt. 'Barnie' Barnaby |
| Paulette Goddard   | – Mona Ross              |
| K.T. Stevens       | – Ginny                  |
| Porter Hall        | – Jack Hartrampf         |
| Adam Williams      | – Marty Kusalich         |
| Edward Binns       | – Al Barkis              |
| Barry Kelley       | – Dwight Foreman         |
| Jay Adler          | – Frankie Pierce         |
| Harlan Warde       | – Det. Lacey             |
| Mary Ellen Kay     | – Carol Lawson           |
| Lee Van Cleef      | – Pete Monty             |
| Lewis Martin       | – Police Lt. Ed Chisolm  |
| Joan Vohs          | – Vickie Webb            |
| Dan Riss           | – Lt. Bob Imlay          |